# 766
766 (DCCLXVI) fue un año común comenzado en miércoles del calendario juliano, en vigor en aquella fecha.

## Nacimientos
- Febrero. Nace Al-Fadl ibn Yahya, visir barmáquida del califato abasí.
- Al-Hadi, califa abasí de Bagdad (786 - 787).